# Белорусско-украинская граница
Белорусско-украинская граница — государственная граница  между Республикой Беларусь и Украиной протяжённостью около 1084,2 км. Начинается от тройного стыка с Республикой Польша на западе и тянется до тройного стыка с Российской Федерацией на востоке. Современная государственная граница существует с момента распада СССР, когда Белорусская ССР и Украинская ССР стали отдельными государствами. Это линия и вертикальная поверхность, которая проходит по той линии, которая разделяет территории (сушу, воды, недра и воздушное пространство) Белоруссии и Украины и установлена договором о государственной границе между Беларусью и Украиной от 12 мая 1997 года.

## История

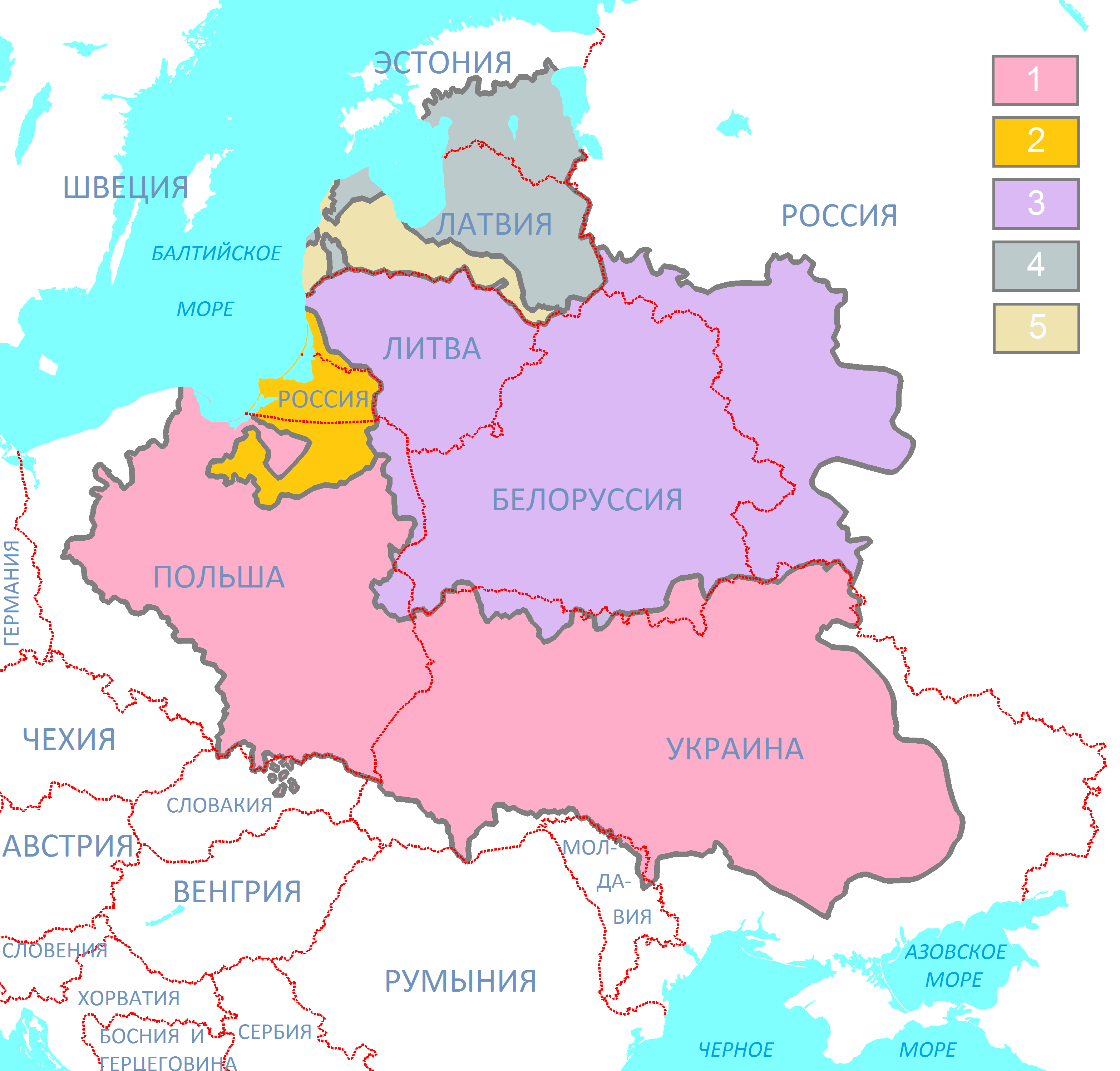
Карта Речи Посполитой при её максимальном территориальном расширении после Деулинского мира

Современная государственная (тогда административная) граница между Белорусской ССР и Украинской ССР была установлена в сентябре 1939 года — после аннексии территории Второй Польской Республики Советским Союзом.
В прошлом приблизительно так же проходил раздел между Великим Княжеством Литовским и Королевством Польским согласно Люблинской унии. После разделов Речи Посполитой, подобный вид имела граница между Гродненской и Минской губерниями с одной стороны и Волынской и Киевской — с другой.
В первой половине XX века на западе подобные границы разделяли Полесское и Волынское воеводства межвоенной Польской Республики, а на востоке — советские республики БССР и УССР.
Статус государственной границе с Украиной придан постановлением Верховного Совета Белоруссии от 11 июня 1993.
Согласно ст. 1 Договора между Беларусью и Украиной о дружбе, добрососедстве и сотрудничестве от 17 июня 1995 г., признана нерушимость существующих  между ними государственных границ и подтверждено отсутствие каких-либо территориальных претензий друг к другу, а также, что не будут выставляться такие претензии в будущем.
Договор о Государственной границе между Беларусью и Украиной подписан 12 мая 1997 г. В том же году был ратифицирован Верховной Радой Украины, а в 2010 и Национальным собранием Республики Беларусь. 18 июня 2013 стороны обменялись ратификационными грамотами.
Демаркация границы началась с торжественного открытия 13 ноября 2013 года первого пограничного знака в месте схождения государственных границ Украины, Белоруссии и России.
На демаркацию границы понадобится не менее пяти лет и примерно 170 млрд. белорусских рублей.
30 июля 2014 года было подписано Положение о порядке демаркации белорусско-украинской границы.

## Укрепление границы
В 2017 году после единовременного прорыва около 200 нарушителей решено было значительно усилить защитные меры на границе. Сейчас ведутся работы по строительству новых укреплений и заграждений.

## Пограничные области
Области Беларуси, граничащие с Украиной:
- Брестская область
- Гомельская область

 Области Украины, граничащие с Беларусью:
- Волынская область
- Ровненская область
- Житомирская область
- Киевская область
- Черниговская область